# جون موني
جون موني (بالإنجليزية: John J. Mooney)‏ (و. 1930 – م) هو مهندس كيميائي من الولايات المتحدة الأمريكية . ولد في نيوجيرسي.

## التعليم
تعلم في معهد نيوجيرسي للتكنولوجيا ‏، وجامعة سيتون هول

## الخدمة العسكرية
خدم في القوات البرية للولايات المتحدة.

## جوائز
حصل على جوائز منها:
- قلادة العلوم الوطنية الأمريكية في مجال التكنولوجيا والإبتكار (2002).